# Вайзі
Ва́йзі (ест. Vaisi küla) — село в Естонії, у волості Ляене-Ніґула повіту Ляенемаа.

## Населення
Чисельність населення на 31 грудня 2011 року становила 35 осіб.

## Географія
Через село проходить автошлях 11230 (Гар'ю-Рісті — Ріґулді — Винткюла). Від села починається дорога 16150 (Вайзі — Куййие).

## Історія
На мапах 18-го століття населений пункт позначався під назвою Waisi.
До 21 жовтня 2017 року село входило до складу волості Нива.